# Caguas
Caguas (AFI: /ˈkaɣwas/, nome ufficiale: Municipio Autónomo de Caguas) è una città di Porto Rico situata nella zona centro-orientale dell'isola. L'area comunale confina a nord con San Juan e Trujillo Alto, a est con Gurabo e San Lorenzo, a sud-ovest con Cayey e a ovest con Cidra e Aguas Buenas. Il comune, che fu fondato nel 1775, oggi conta una popolazione di oltre 140 000 abitanti ed è suddiviso in 11 circoscrizioni (barrios). Dal 1964 la città è sede della diocesi di Caguas.

## Storia

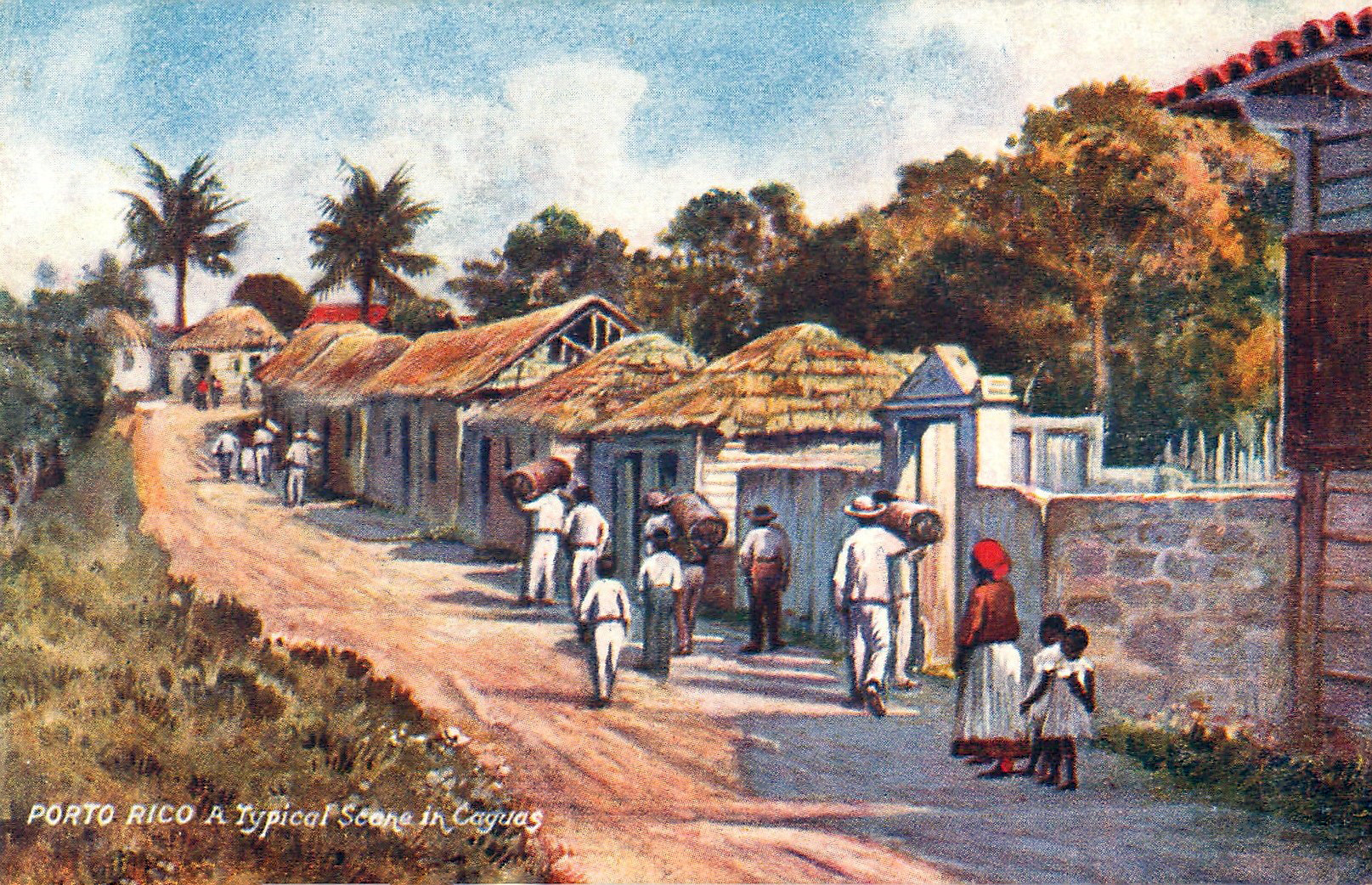
Cartolina del 1912 che mostra una tipica strada di Caguas all'inizio del XX secolo.

Caguas fu fondata nel 1775, nella valle del Turabo, circondata dalle catene montuose di Cayey e Luquillo all'estremità orientale della Cordillera Central. Il suo nome deriva dal cacicco Caguax, capo supremo che regnò nella valle del Río Turabo al tramonto della civiltà Taino e affrontò i conquistatori spagnoli con coraggiosa resistenza.
Quando gli inglesi e gli olandesi attaccarono la capitale, molti, temendo di perdere la vita e le proprietà, iniziarono a spostarsi verso il centro dell'isola, alcuni raggiungendo la valle del Turabo. Dopo essersi distinto nella difesa dell'Isola, il Capitano Don Juan Mateo Delgado de Fonseca fu decorato e ottenne come ricompensa il controllo dell'intera Valle del Turabo; dalle colline di Aguas Buenas fino ai bordi della costa orientale.
Il primo villaggio cristiano fondato nella valle si trovava vicino all'eremo di San Sebastiano, in una località chiamata El Barrero, all'interno del grande gregge di Don Sebastián Delgado de Rivera. Quello era il centro di quello che era conosciuto come Hato Grande de los Delgado, che oggi comprende Caguas, Gurabo, San Lorenzo, Juncos, Las Piedras, e che era dedito all'agricoltura e all'allevamento. Successivamente altri gruppi arrivarono nella Valle e si stabilirono sulla sponda orientale del Rio Grande, nella località conosciuta come “El Piñal” e lì venne fondata la seconda popolazione cristiana, accanto alla chiesa del Dolce nome di Gesù.
Quando la Costituzione di Cadice entrò in vigore a Porto Rico nel 1812, il governatore Meléndez Bruno ordinò agli abitanti di Caguas di costituire la città come consiglio comunale. Nel 1820 Caguas ricevette il titolo di città e capo di distretto della Spagna. Ciò diede agli abitanti di Cagüeños gli stessi diritti che avevano gli spagnoli del Regno e poterono esercitare immediatamente i doveri e gli obblighi che la Costituzione li difendeva.
Fu solo nel 1894 che Caguas acquisì il titolo di città. Nel 1897, a Porto Rico fu instaurato un nuovo regime politico, diverso da quelli che avevano operato sull'isola durante i quattrocento anni successivi alla scoperta. Si trattava di un governo di autonomia amministrativa, continuò la sovranità spagnola, ma ci sarebbe stata una camera dei rappresentanti e un consiglio di amministrazione per trattare tutte le questioni locali. Ma, il 5 ottobre 1898, la bandiera spagnola fu sostituita a Caguas da quella degli Stati Uniti. Il sindaco dell'epoca, il signor Vicente Muñoz Barrios, nominato nel febbraio dello stesso anno dal governo autonomo per sostituire l'ultimo sindaco sotto la dominazione spagnola, il signor José María Solís (1897-1898). Nel 1952, Luis Muñoz Marín creò il Commonwealth di Porto Rico e il primo sindaco di Caguas, con la nuova Costituzione, fu il signor Ángel Rivera Rodríguez. Da quando la città è stata nominata cittadina, fino a quando non è stata distinta come città, i residenti si sono preoccupati di migliorare e far crescere ulteriormente la città di Caguas.

### Simboli
Il comune ha una bandiera e uno stemma ufficiale.

#### Stemma
Per lo stemma sono stati scelti gli smalti blu e oro, caratteristici della città di Caguas. Le figure simboleggiano l'antichità della città e le sue origini indigene e cristiane.
La corona rappresenta il capo Caguax, monarca della valle del Turabo, all'arrivo dei conquistadores, e simboleggia anche il villaggio indiano, sede del capo il cui nome la città perpetua.
Le frecce, armi offensive dei nostri indios, montate su lame o sulla croce di Sant'Andrea, commemorano la conversione al cristianesimo del capo Caguax. Le pigne simboleggiano il villaggio di Dulce Nombre de Jesús del Piñal.

#### Bandiera municipale
I colori rappresentativi sono il blu e l'oro. La croce rappresenta il primo villaggio cristiano fondato nella valle del Caguas, accanto al santuario di San Sebastiano del Barrero. Il nome del Barrero deriva dall'eccellente qualità dell'argilla che vi si trovava. Questa bandiera fu adottata durante il mandato del sindaco Ángel Rivera Rodríguez nel 1960.

## Monumenti e luoghi d'interesse

### Architetture civili

#### Scuola superiore Gautier Benítez

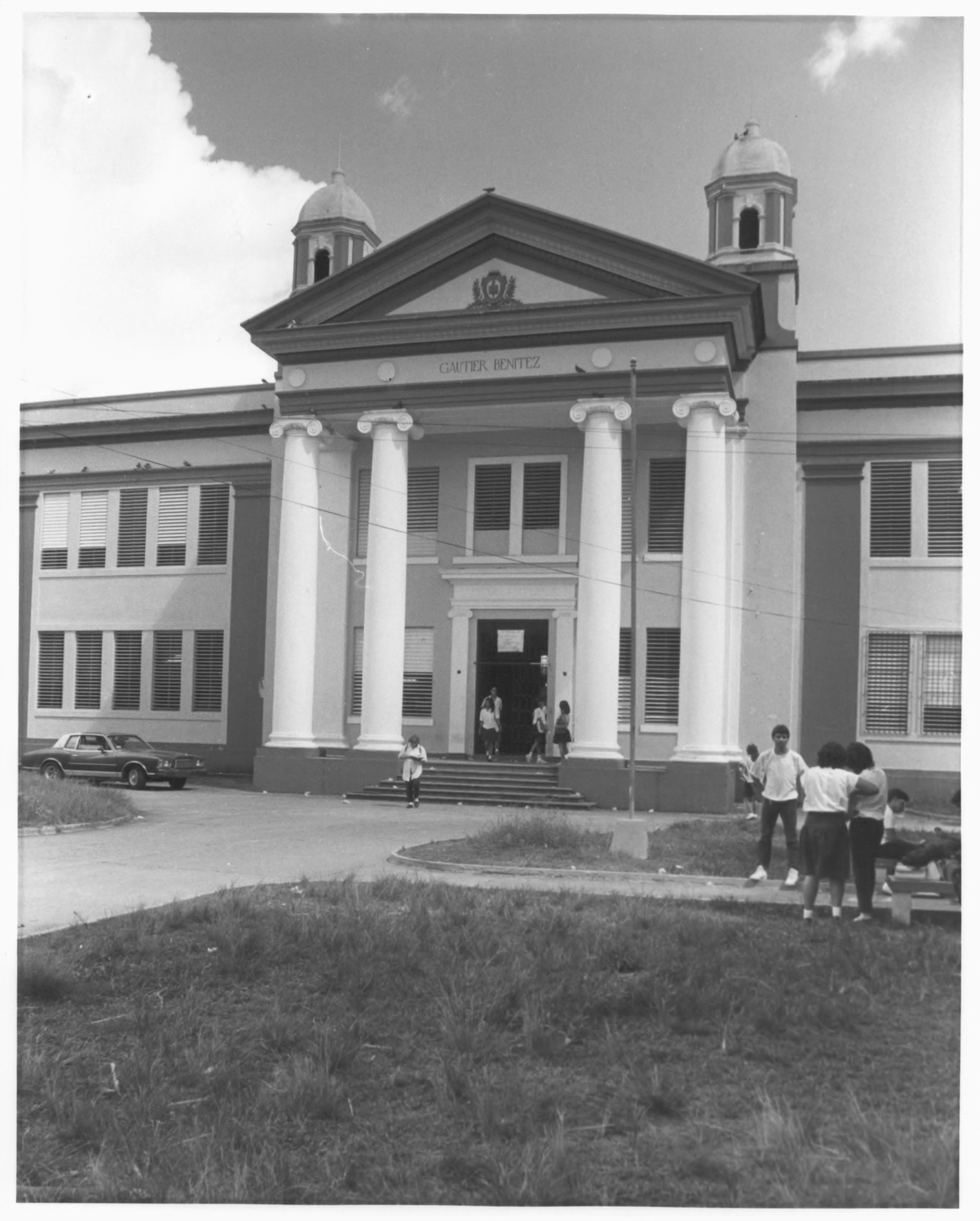
Scuola superiore Gautier Benítez

La scuola superiore Gautier Benítez è stata fondata nel 1924 e intitolata al poeta romantico portoricano José Gautier Benítez. L’edificio è un importante esempio di architettura neoclassica, caratterizzato da una struttura a forma di "U" su due piani, con una facciata principale che presenta un portico monumentale sostenuto da colonne ioniche e due torri coronate da cupole, elementi che conferiscono all’edificio un aspetto maestoso e distintivo.
La scuola è riconosciuta come sito storico ed è inclusa nel Registro Nazionale dei Luoghi Storici, oltre che nel Registro dei Siti e Zone Storiche di Porto Rico, per il suo valore architettonico e culturale. Originariamente chiamata "Caguas High School", la Gautier Benítez ha svolto un ruolo fondamentale nell’educazione secondaria della regione, accogliendo studenti provenienti da varie scuole locali.
Nel 1939 è stata ampliata con l’aggiunta di un salone per attività artistiche e scientifiche, aumentando così le opportunità educative offerte agli studenti. Oggi la scuola continua a servire la comunità, offrendo programmi educativi per studenti delle scuole superiori. Nonostante le difficoltà economiche e le risorse limitate, la Gautier Benítez rimane un simbolo di resilienza e di impegno per l’educazione nella regione.